# Національне поліцейське агентство Республіки Корея
Національне поліцейське агентство (ханг. 경찰청, ханча: 警察廳 ; англ. National Police Agency, NPA) — є єдиним поліцейським відомством в Південній Кореї і знаходиться у веденні Міністерства внутрішніх справ і у справах урядової адміністрації. Воно забезпечує всі поліцейські служби на національному рівні. Його система відрізняється від систем багатьох країн, включаючи Францію, де поліцейські розділяються між національною поліцією і жандармерією, або США зі своєю шаруватою системою федеральних, штатних, регіональних і місцевих організацій з підтримки правопорядку.
НПА очолює Генеральний комісар, який призначається Міністром внутрішніх справ і затверджується рішенням Уряду.

## Історія
У 1910 році під час японської окупації (1910–1945 рр.) в Кореї було засновано Поліцейське адміністративне бюро під керівництвом генерал-губернатора в Чосоні. Це призупинило функціонування існуючої на той час поліцейської системи. Після закінчення Другої Світової війни — 15 серпня 1945 року Корея відновила свою незалежність. 17 серпня 1945 року Підготовчий комітет заснував незалежну організацію для створення Корейської Республіки. 9 вересня армія США увійшла на територію Кореї.

21 жовтня 1945 року була заснована Поліцейська адміністративна служба під керівництвом Військового Уряду США, зі своїми відділеннями в кожній провінції. 1 січня 1946 року Наказом Військової Адміністрації №23104, Поліцейське адміністративне бюро було перетворено в Поліцейський адміністративний департамент. Згодом відділення поліції в провінціях були реорганізовані в районні поліцейські бюро (9 районів).

Новий уряд країни, який 15 серпня 1948 заявив про створення Корейської Республіки, склав свої повноваження перед Військовим Урядом США 13 вересня 1948 р. Поліцейська система перестала функціонувати в якості самостійного департаменту і стала діяти як служба в рамках Міністерства внутрішніх справ.

17 липня 1948 року Законом «Про державний устрій» було встановлено, що МВС має займатися питаннями місцевого самоврядування, виборами, органами безпеки, протипожежної службою, дорогами, мостами, ріками, водопостачанням, будівництвом і статистикою, забезпечувати громадський мир і порядок.

3 вересня 1948 року Поліцейський адміністративний департамент став підкорятися Охоронному Бюро МВС; головні управління місцевої поліції перейшли під контроль губернаторів провінцій.

Оскільки Національні Збори (парламент) було розпущено законом про введення надзвичайного воєнного стану, 17 жовтня 1972 року уряд несподівано ухвалив рішення про так звану Жовтневу реставрацію.

У 1974 році корейський уряд почав дослідження поліцейської системи з тим, щоб відновити належне її функціонування. Охоронне бюро було перетворено в Головне охоронне управління, а голова Охоронного бюро був підвищений на посаді до керівника Головного охоронного управління на рівні заступника міністра. 24 грудня 1974 року Охоронне бюро МВС було реорганізовано в Головне охоронне управління з трьома департаментами.

Сучасна структура громадської безпеки в Кореї існує з 1991 року, коли набрав чинності «Закон про поліцію».

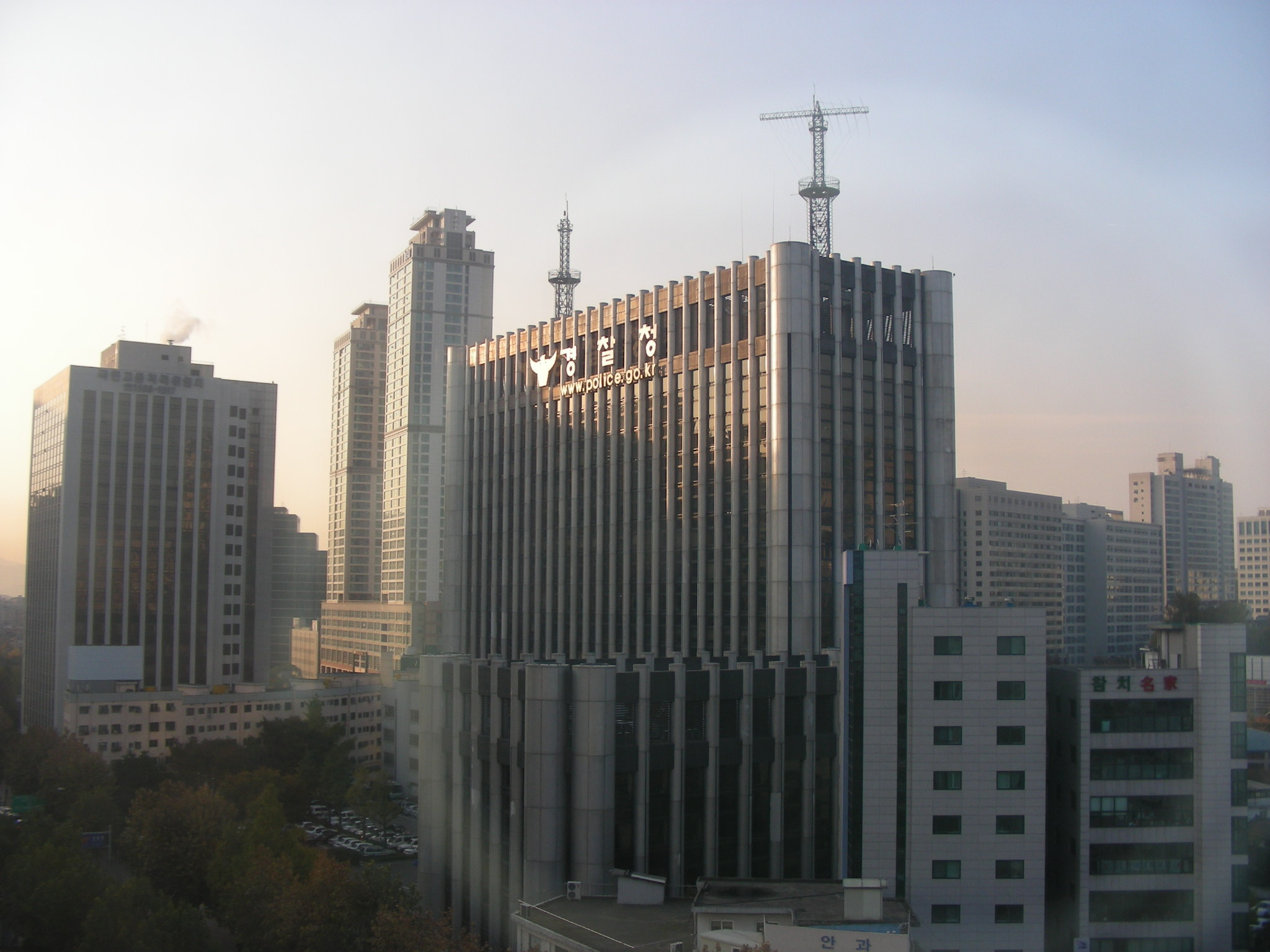
Будівля Штаб-квартири НПА в Сеулі

В даний час за публічний порядок і безпеку в Кореї відповідає Міністерство внутрішніх справ і безпеки (ханг. 행정안전부, ханча 行政安全部, англ. Ministry of the Interior and Safety, MOIS). Йому і підпорядковується Національне поліцейське агентство (далі НПА).

## Структура поліції
У рамках МВС для обговорення та вирішення питання щодо поліцейської адміністрації був заснований Поліцейський комітет. До складу Комітету входять сім членів, включаючи голову. При цьому голова і п'ять членів діють на непостійній основі, а один — на постійній (він повинен бути політичним діячем). Два непостійних члена повинні бути суддями.

Всі члени Комітету призначаються на посаду Президентом за рекомендацією Міністра внутрішніх справ, подану з схвалення Прем'єр-Міністра. Міністр, даючи рекомендацію, повинен прагнути зберегти політичний нейтралітет поліції.
Національне агентство ділиться на 17 місцевих (територіальних) органів поліції, в тому числі на Столичне агентство поліції міста Сеул. Місцеві органи поліції не є незалежними від національної поліції.
- Столичне поліцейське агентство Сеула (ханг. 서울 특별시지방경찰청): 31 поліцейську дільницю і 24,736 поліцейських;
- Провінційне поліцейське управління міста Пусан (ханг. 부산 광역시지방경찰청): 15 поліцейських ділянок і 7,736 поліцейських;
- Провінційне управління поліції міста Тегу (ханг. 대구광역시지방경찰청): 10 поліцейських ділянок і 4,499 поліцейських;
- Провінційне поліцейське управління міста Інчхон (ханг. 인천 광역시지방경찰청): 10 поліцейських ділянок і 4,437 поліцейських;
- Провінційне управління поліції міста Теджон (ханг. 대전광역시지방 경찰청): 7 поліцейських ділянок і 2.274 офіцерів поліції;
- Провінційне поліцейське управління міста Кванджу (ханг. 광 주광역시지방경찰청): 5 поліцейських ділянок і 3,895 офіцерів поліції;
- Провінційне управління поліції міста Ульсан (ханг. 울산광역시지방 경찰청): 4 поліцейських ділянки і 1.829 поліцейських;
- Провінційне поліцейське управління Кьонгідо (ханг. 경기도남부지방 경찰청): 30 поліцейських ділянок і 12,483 поліцейських;
- Провінційне управління поліції Південного Кьонгідо (ханг. 경기도북부지방경찰청): … поліцейських ділянок і … поліцейських;
- Провінційне поліцейське управління Канвондо (ханг. 강원도지방경 찰청): 17 поліцейських ділянок і 3,695 поліцейських;
- Провінційне управління поліції Кьонсан-Пукто (ханг. 경상북도지방경찰청): 24 поліцейських ділянок і 5,765 поліцейських;
- Провінційне поліцейське управління Кьонсан-Намдо (ханг. 경상남도지방경찰청): 23 поліцейських ділянки і 5,589 поліцейських;
- Провінційне управління поліції Чолла-Пукто (ханг. 전라북도지방경찰청): 15 поліцейських ділянок і 4,498 поліцейських;
- Провінційне поліцейське управління Чолла-Намдо (ханг. 전라남 도지방경찰청): 21 поліцейська дільниця і 7,408 поліцейських;
- Провінційне управління поліції Чхунчхон-Пукто (ханг. 충청북도지방경 찰청): 12 поліцейських ділянок і 2,901 поліцейський;
- Провінційне поліцейське управління Чхунчхон-Намдо (Ханг. 충청남도지방경찰청): 15 поліцейських ділянок і 5,808 поліцейських;
- Спеціальне самоврядне провінційне управління поліції Чеджу (ханг. 제주특 별자치도지방경찰청): 2 поліцейських ділянки і 1,282 поліцейських.

SOU (абр. від англ. Special Operation Unit, кор. 警察特攻隊, укр. Загін спеціальних операцій) — спеціальні підрозділи, що створені при управліннях поліції в містах і провінціях Республіки Корея. Відповідають за:
- припинення групових хуліганських проявів і масових заворушень;
- затримання особливо небезпечних злочинців та звільнення заручників;
- силове забезпечення операцій поліції;
- боротьба з тероризмом.

Агентство поліції Сеула — 4 ескадрони;

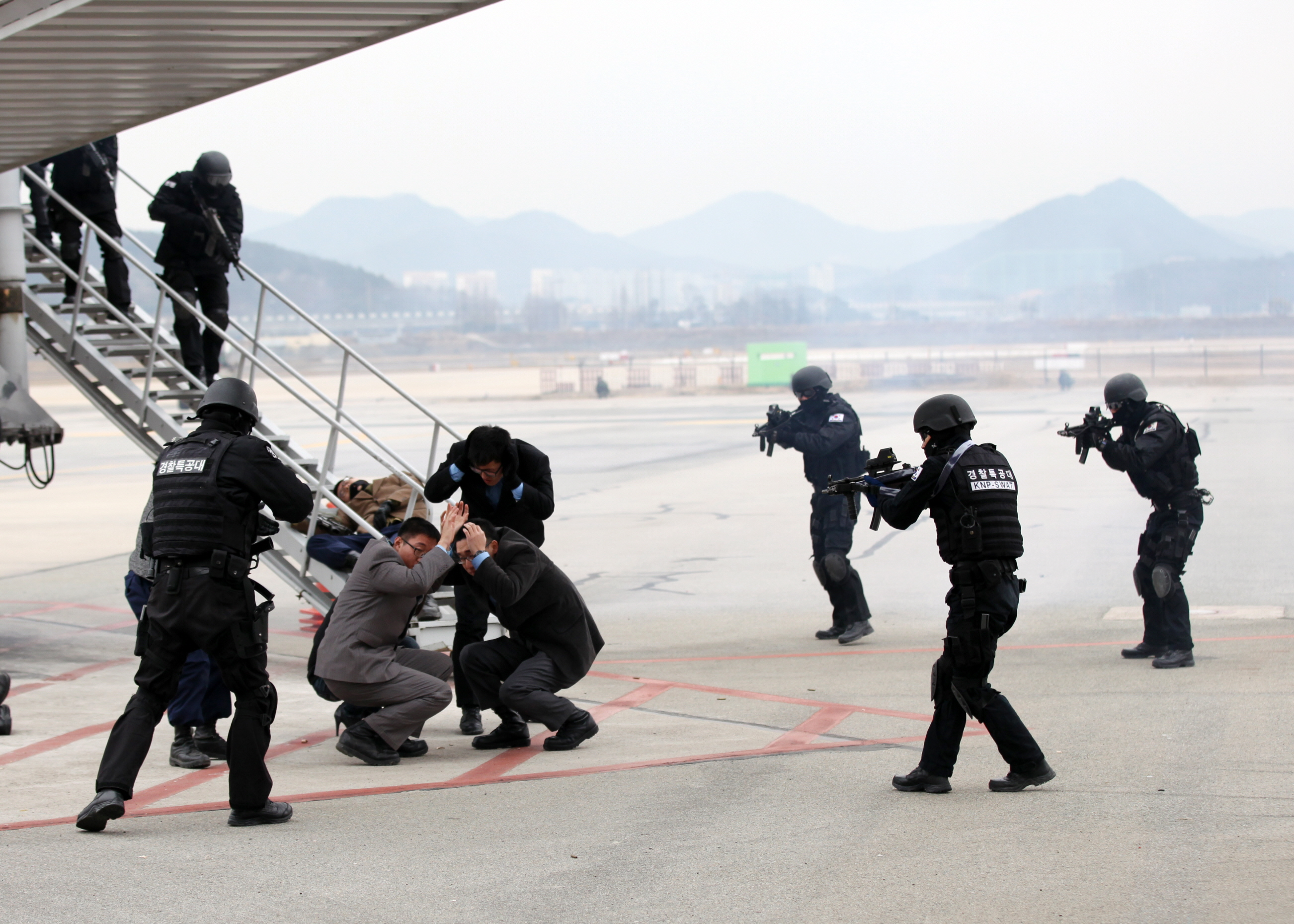
Південнокорейській спецназ поліції (2012)

Управління поліції Пусана — 1 ескадрон;

Поліцейське управління Тегу — 1 ескадрон;

Поліцейське управління міста Інчхон — 1 ескадрон;

Управління поліції Південного Чхунчхона — 1 ескадрон;

Управління поліції Південна Чолла — 1 ескадрон;

Управління поліції Чеджу — 1 ескадрон.

## Звання
| Звання (ранг)                       | хангиль / ханча     | Зображення |
| ----------------------------------- | ------------------- | ---------- |
| Генеральний комісар                 | 치안총감 / 治安總監 |            |
| Головний генеральний суперінтендант | 치안정감 / 治安正監 |            |
| Старший генеральний суперінтендант  | 치안감 / 治安監     |            |
| Генеральний суперінтендант          | 경무관 / 警務官     |            |
| Старший суперінтендант              | 총경 / 總警         |            |
| Суперінтендант                      | 경정 / 警正         |            |
| Старший інспектор                   | 경감 / 警監         |            |
| Інспектор                           | 경위 / 警衛         |            |
| Помічник інспектора                 | 경사 / 警査         |            |
| Старший патрульний офіцер           | 경장 / 警長         |            |
| Патрульний офіцер (поліцейський)    | 순경 / 巡警         |            |
| Помічник патрульного офіцера        | 순경시보 / 巡警試補 | —          |

Допоміжні поліцейські (ханг. 의경; ханча: 義警; англ. Auxiliary Policeman):
- Сержант-констебль (ханг. 수경; ханча:首警)
- Капрал-констебель (ханг. 상경; ханча: 上警)
- Приватний констебль першого класу (ханг. 일경; ханча: 一警)
- Приватний констебль (ханг. 이경; ханча: 二警).

## Фотогалерея

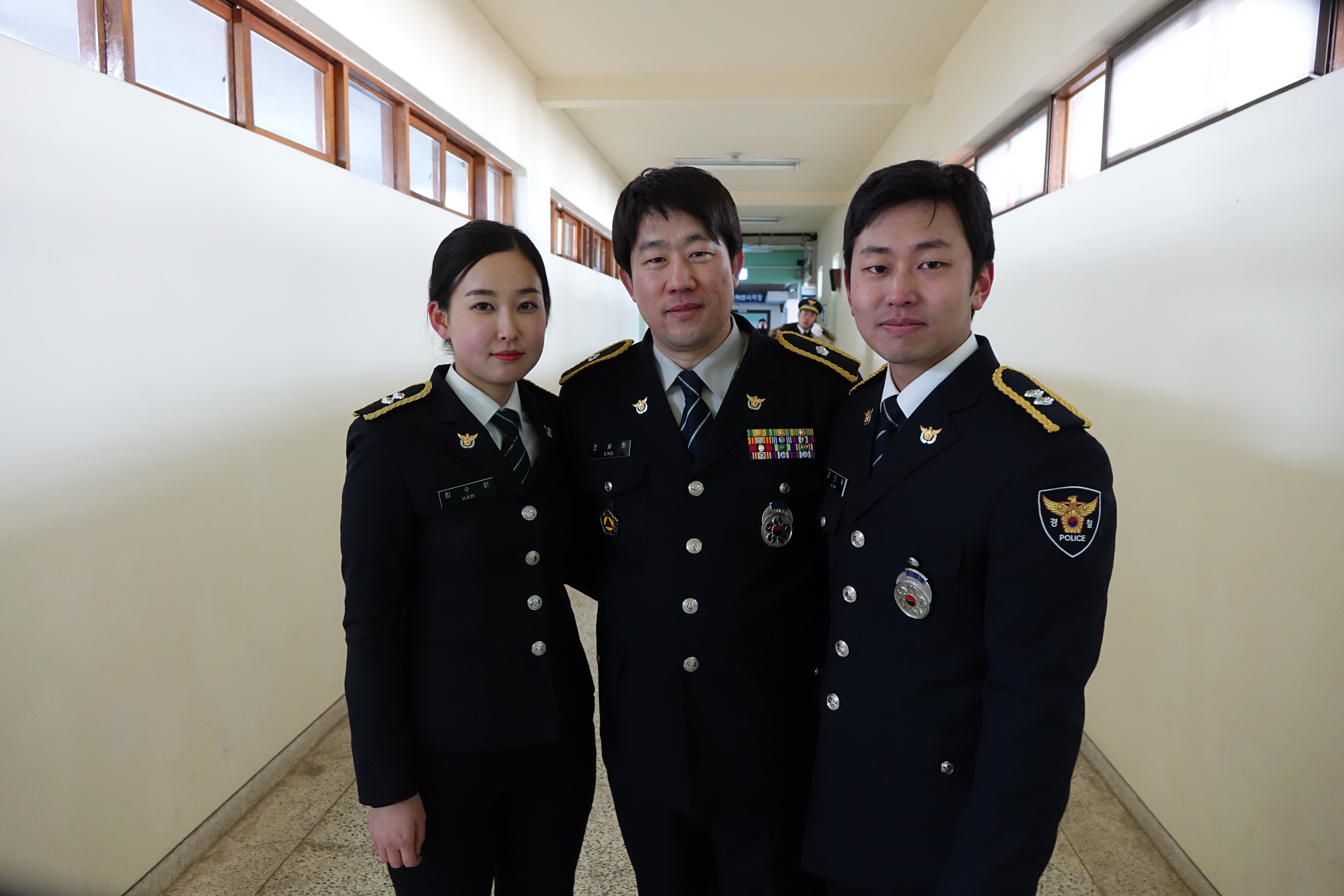
співробітники поліції Південної Кореї у формі «класу А» (2015)
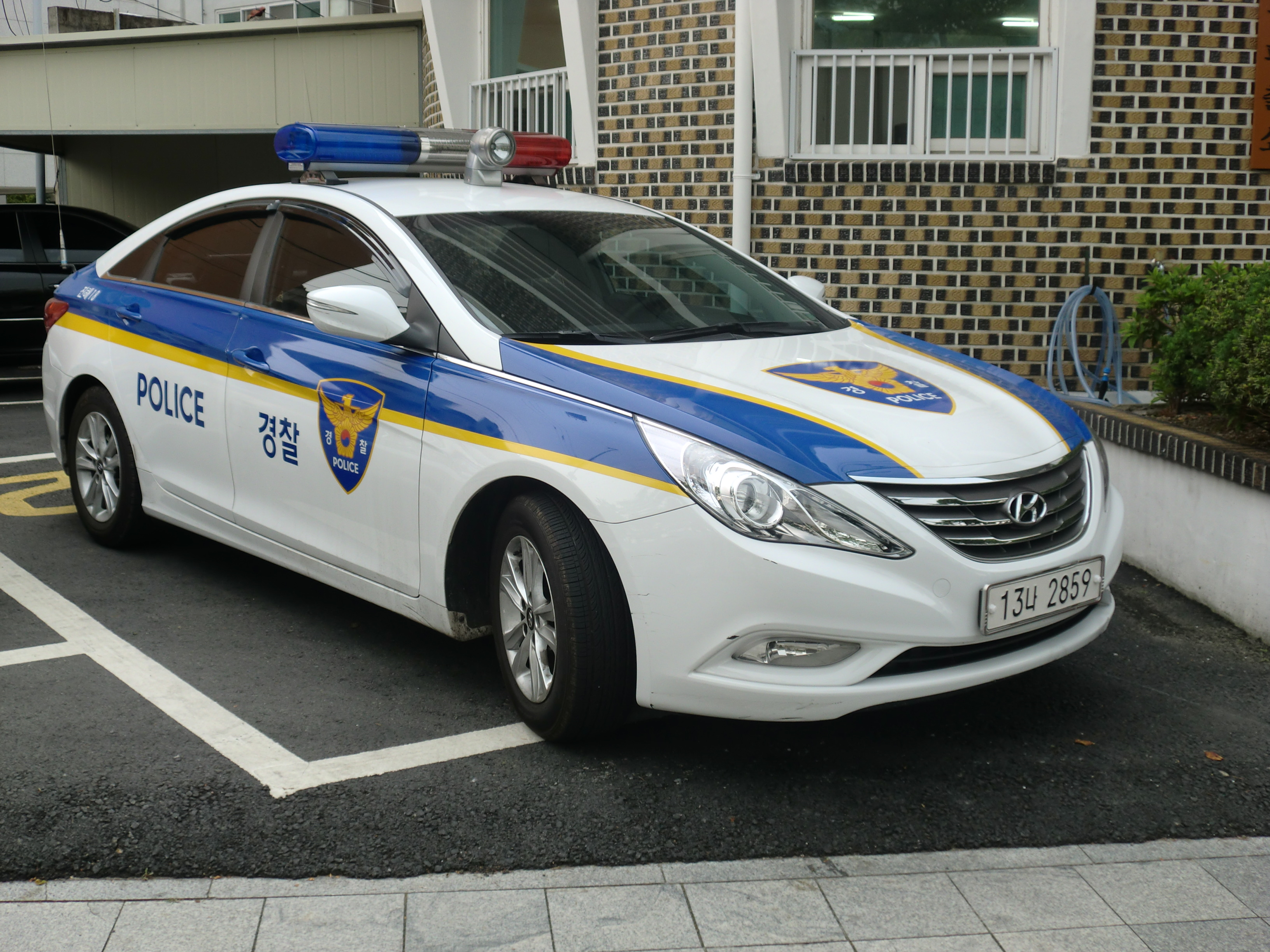
поліцейський автомобіль Південноï Кореї
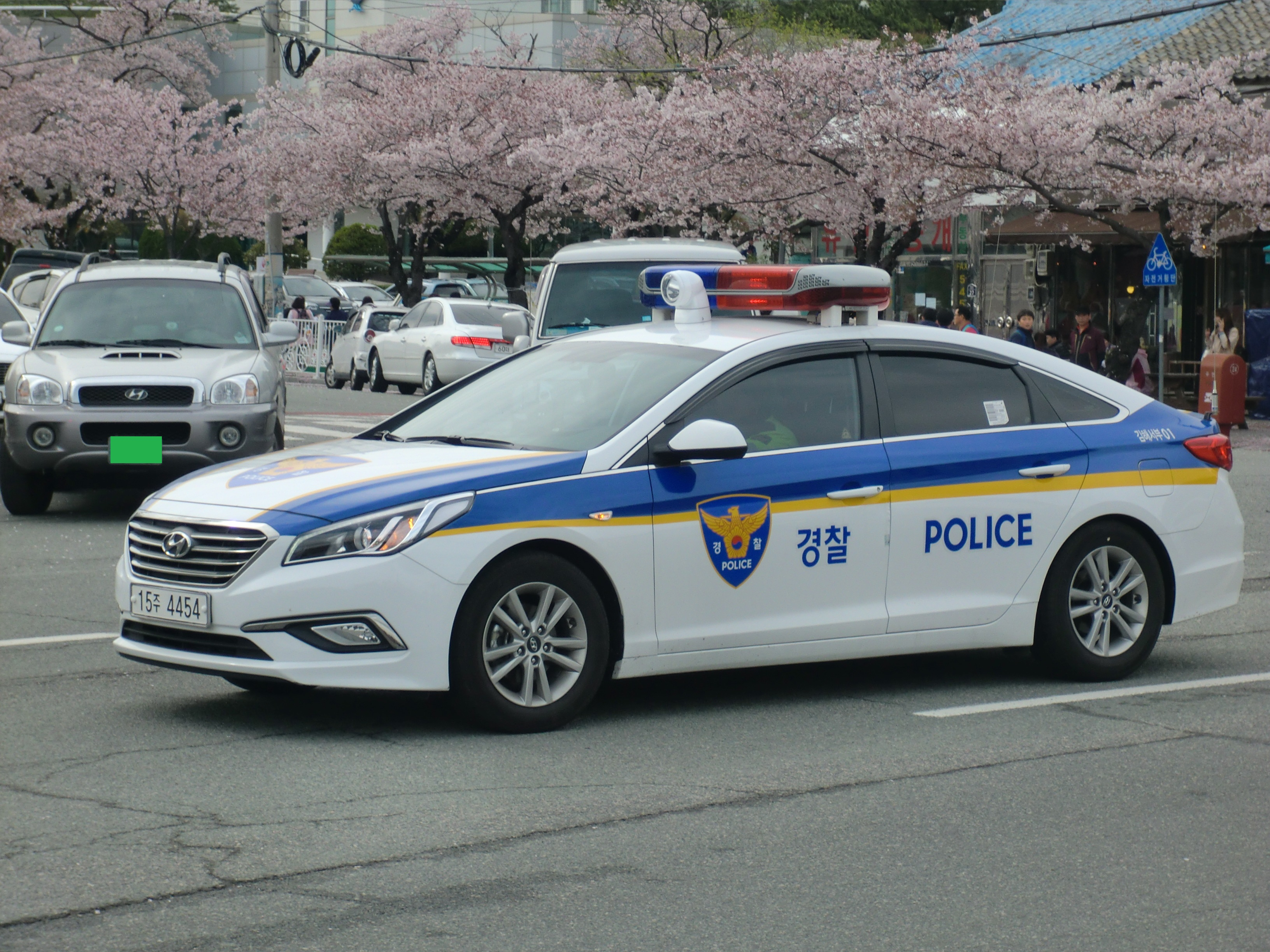
поліцейський автомобіль Hyundai Sonata
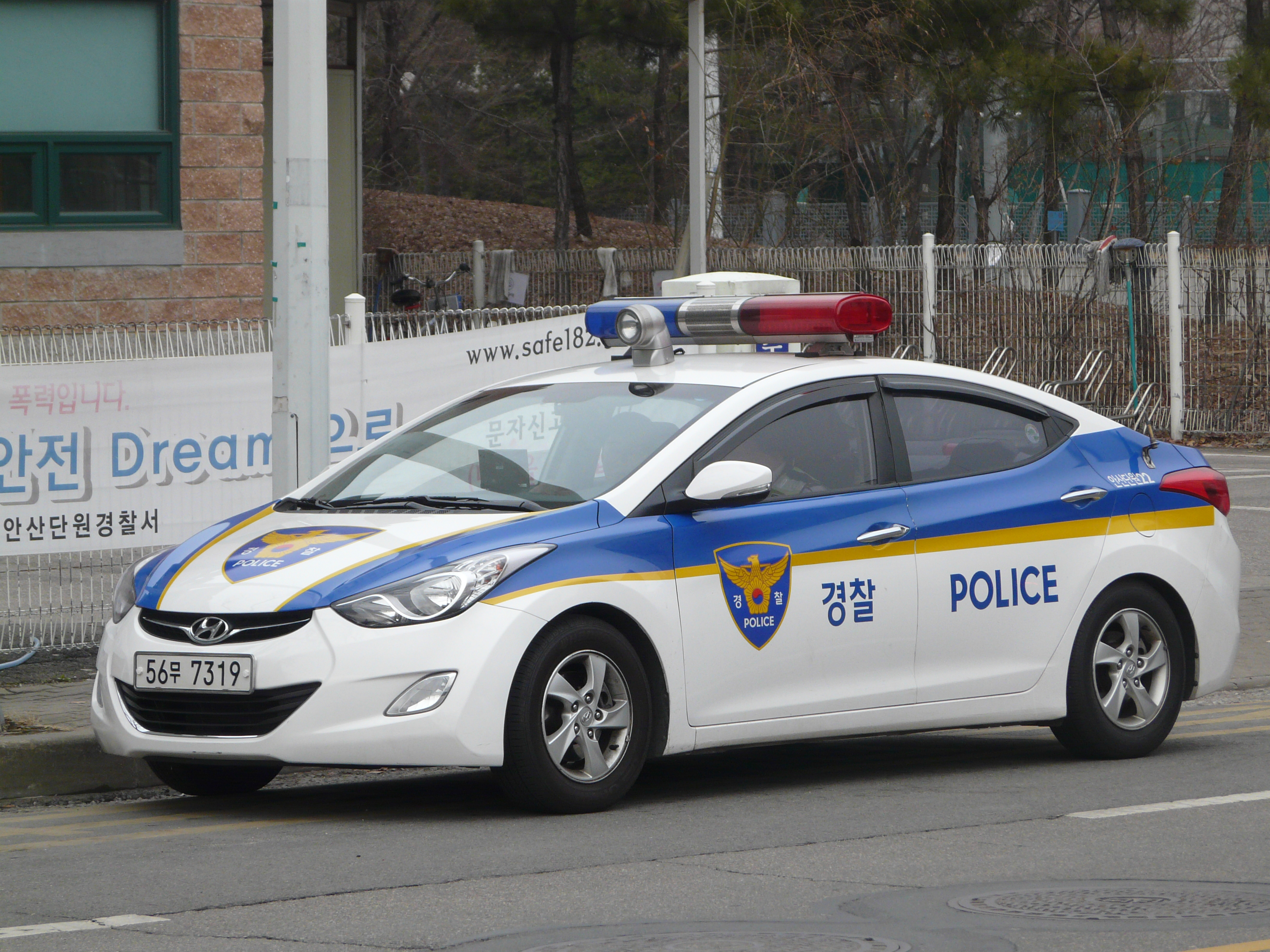
поліцейський автомобіль Hyundai Accent]]
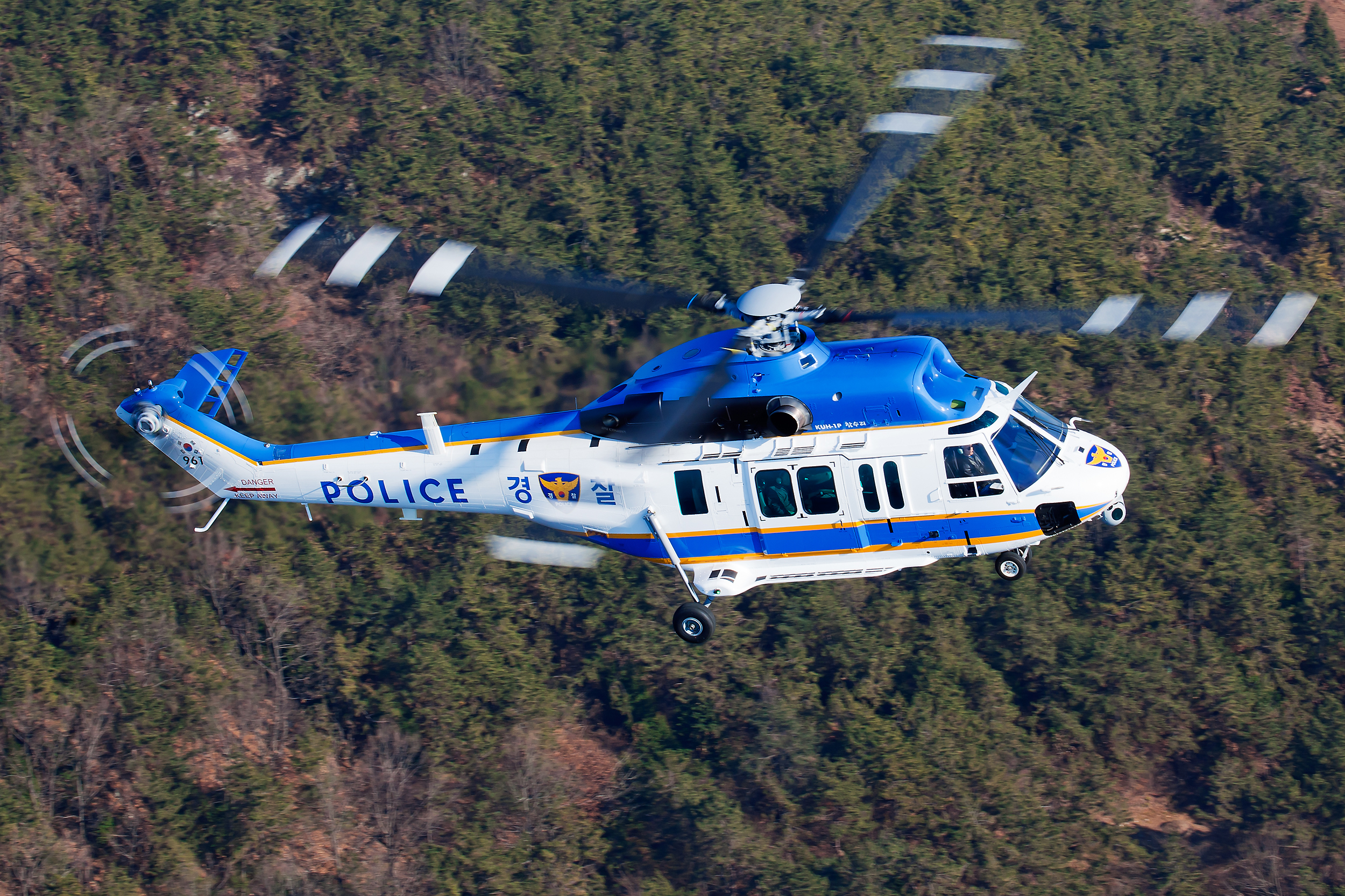
поліцейський гелікоптер KUH-1P Chamsuri